# Talarn
Talarn es un municipio español de la provincia de Lérida, en Cataluña. Situado en el centro de la comarca del Pallars Jussá, envuelve a la parte del municipio de Tremp donde se encuentra el núcleo urbano de este.

## Geografía

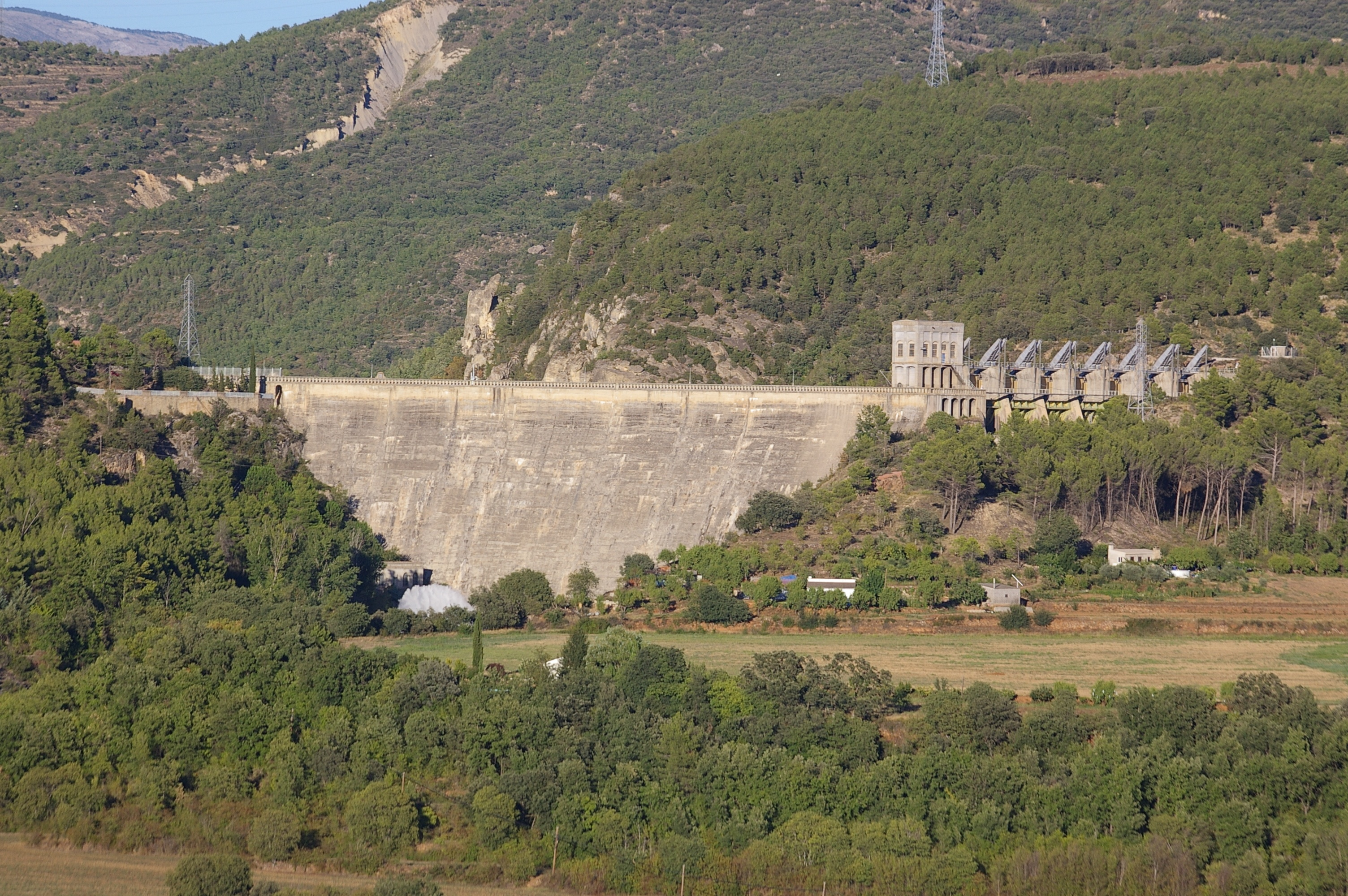
Vista de la presa de Talarn, sobre el Noguera Pallaresa

La población de Talarn, que pertenece a la comarca del Pallars Jussá, ocupa la cuenca media del Noguera Pallaresa, a caballo entre las altas cimas de los Pirineos y la sierra del Montsec. Al sur, limítrofe con la Cataluña central y la comarca de la Noguera.
El municipio de Talarn se extiende mayoritariamente a la derecha del Noguera Pallaresa, envolviendo la población de Tremp, la cual es cree que se origina en un territorio inicialmente integrado a Talarn.
El municipio comprende, además del pueblo de Talarn, el caserío de Nerets, el antiguo despoblado de Castelló de Encús y la Academia General Básica de Suboficiales. Ésta cuenta con 45 habitantes empadronados, que con los 320 habitantes de Talarn forman un municipio de 365 h. 

## Demografía
Cuenta con una población de 539 habitantes (INE 2024).
| Gráfica de evolución demográfica de Talarn entre 1842 y 2021 |
| |
| Población de derecho según los censos de población del INE Población de hecho según los censos de población del INEEntre el censo de 1857 y el anterior, crece el término del municipio porque incorpora a 255109 (Castelló de Encús) |

| 1900 | 1930 | 1950 | 1970 | 1981 | 1986 |
| ---- | ---- | ---- | ---- | ---- | ---- |
| 596  | 528  | 423  | 537  | 436  | 385  |

## Economía
Agricultura de regadío y central hidroeléctrica. El municipio acoge la Academia General Básica de Suboficiales del Ejército de Tierra.

## Historia

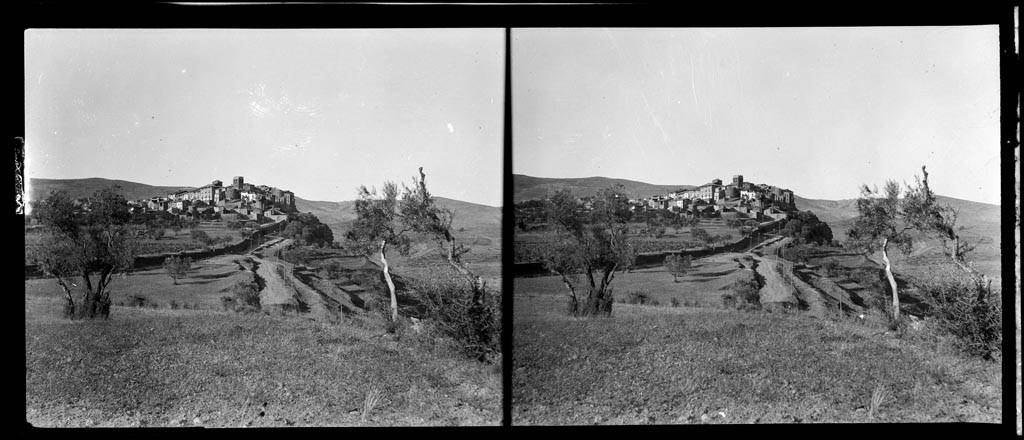
Vistas de la localidad en la primera mitad del

Sus calles conservan el aspecto del siglo XVII, momento más esplendoroso del pueblo, con algunas casas nobles, entre las cuales destaca la del Barón de Eroles.
De 1911 a 1916 se construyeron el embalse de San Antonio y la central hidroeléctrica de Talarn.

## Lugares de interés
- Iglesia de San Martín, de estilo gótico.
- Ruinas del castillo de Talarn.
- Restos de la muralla medieval.
- Iglesia de San Antonio de Susterris
- Iglesia de Santa María de Castelló de Encús
- Academia General Básica de Suboficiales

## Festividades
- 15 de agosto - Fiesta mayor
- 15 de mayo- Fiesta mayor pequeña

## Personajes célebres
- Joaquín Ibáñez Cuevas y de Valonga, barón de Eroles